# Suada (bướm)
Suada là một chi bướm ngày thuộc họ Bướm nâu.